# Friedrich Leopold von Wurmb
Friedrich Leopold Christian Ludwig von Wurmb (* 25. Dezember 1757 in Wolkramshausen; † 7. Juni 1818 in Dresden) war ein deutscher Oberstleutnant und Rittergutsbesitzer.

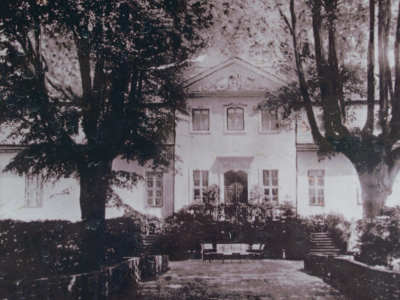
Wiednitz, das ehem. Schloss Wiednitz um 1900, 1946 abgebrochen

## Leben
Er stammte aus dem Wolkramshausener Zweig des thüringischen Adelsgeschlechtes Wurmb. Sein Vater war Ludwig Heinrich Anton von Wurmb (* 15. August 1728), seine Mutter Friederike Christiane Magdalene, geborene Bila (* 21. Februar 1735 in Heinrode). Er hatte neun Geschwister: Friedricke Elisabeth verh. von Tettenborn, Carl Ludwig Friedrich, Carl Ludwig Friedrich Ernst Wilhelm August, Caroline Louise Wilhelmine Charlotte, verh. Hucke, Wilhelm Christian Carl Ludwig, Louise Sophie Wilhelmine Luise, verh. Gipser, Henriette Amalie Charlotte, Ernst Wilhelm August Ludwig, Philippine Friederike Ernestine und Elisabeth Amalie Christiane.
Wie viele Mitglieder seiner Familie schlug er eine militärische Laufbahn ein und diente in der königlich-sächsischen Armee. 1799 war er Premierleutnant im Dresdner Bataillon des Regiments Prinz Anton. Später nahm an den napoleonischen Kriegen bis 1815 teil. Er war nach dem Kommandeur Oberst Friedrich Christian von Liebenau als Oberstleutnant der zweithöchste Offizier des 3. Linien-Infanterie-Regiments „Prinz Friedrich August“. 1816 wechselte er als Holzverwalter in die königliche Floß-Inspektion. und verstarb ein Jahr später.
Friedrich Leopold war verheiratet mit Wilhelmine Elisabeth Freiin D’Orville von Löwenclau (15. Oktober 1774 in Wiednitz), dem einzigen Kind von Peter Friedrich D’Orville von Löwenclau (1731–1787), Rittergutsbesitzers zu Wiednitz bei Kamenz in Sachsen.
Das Paar lebte auf dem 1730–1735 erbauten Schloss Wiednitz, wo Friedrich Leopold das zugehörige Rittergut seiner Frau verwaltete. Es hatte vier Kinder, darunter:
- Friedrich Ludwig Adolph, auch Adolf von Wurmb (1794–1854)
- Wilhelmine (1796–1864), verh. von Zscheile
- Heinrich (1800–1863), kaiserlich-österreichischen Feldmarschallleutnant.

Wilhelmine starb im Jahre 1800 bei der Geburt ihres vierten Kindes Heinrich. Friedrich Leopold lebte danach in Dresden. 
Das Rittergut mit dem Schloss, das seinerzeit Kaiser Karl VII. der Familie D’Orville als Lehnsgut übertragen hatte, erbten danach offenbar ihre Verwandten. Der letzte Gutsbesitzer der Familie d’Orville im 19. Jahrhundert verkaufte die Felder, Wiesen und Vieh und betrieb zunächst nur noch Jagd und Fischzucht.